# Rimlig säkerhet
Rimlig säkerhet (reasonable assurance) är ett koncept i revision. Med rimlig säkerhet anses att revision och revisionsberättelsen bevisar att företagets bokslut inte innehåller väsentliga felaktigheter . Även inom begreppet rimlig säkerhet kan det uppkomma vissa, men inte stora, felaktigheter i bokslutet. I en revisionskontext betyder rimlig säkerhet en hög, men inte en absolut säkerhetsnivå . Säkerhetsnivån definierar hur stora felaktigheter det får accepteras för att bokslutet kan accepteras och revisionen utföras.
Revisonsrisken är en risk att revisorn ger ett felaktigt uttalande om bokslutet i revisionsberättelsen då redovisningen innehåller väsentliga felaktigheter. Revisionsberättelsen ger en rimlig säkerhet att redovisningen inte innehåller väsentliga felaktigheter. Därför innebär den rimliga säkerheten att det fortfarande finns en liten risk att det i redovisningen finns väsentliga felaktigheter, som revisorn inte har upptäckt. I ett uppdrag där uttalandet lämnas med rimlig säkerhet minskar revisorn uppdragsrisken till en nivå som är godtagbart låg med hänsyn till uppdragsförhållandena som grund för sitt uttalande . 
Dessutom är det viktigt för en revisor att motivera hur han eller hon har bildat sig uppfattningen och slutsatsen om han eller hon har uppnått en rimlig säkerhet. 

## Rimlig säkerhet och begränsad säkerhet
I Europeiska revisionsrätten sägs det om definitionen på rimlig säkerhet att revisorn ska minska risken till en godtagbart låg nivå för att uppnå en rimlig säkerhet som grund för ett uttalande i positiv form om slutsatserna och, när det  krävs, ett uttalande som hen kommit fram till på grundval av de utförda granskningsåtgärderna, till exempel att årsredovisningen ger/inte ger en rättvisande bild av företagets verksamhet. 
Om definitionen på begränsad säkerhet sägs det i den Europeiska revisionsrätten att revisorn utför mer begränsade åtgärder än vid en revision som innebär att han eller hon uppnår begränsad eller måttlig säkerhet som grund för ett uttalande  i negativ  form  om slutsatserna.  Det här kan illustreras till exempel ett följande exempel av ett uttalande: det har inte kommit fram några omständigheter som i något väsentligt avseende tyder på att företag skulle ha gett en fel bild av företagets verksamhet is sin årsslutsrapport. 

## Revisionsrisk och absolut säkerhet
Revisionsrisken (RR) är motsatsen till den s.k. revisionssäkerheten. Revisionsrisken är risken att revisorn drar en felaktig slutsats som hen är beredd att acceptera. Det finns alltid en viss nivå av revisionsrisk och i praktiken går det inte att totalt undvika risken. Revisionsrätten har tagit linjen att revisionsrisken normalt är kring 5 % då rimlig säkerhet uppnås. Följaktligen är säkerhetsgraden, SG = 100 – RR = 95 % .
Trots att det skulle vara eftersträvansvärt att uppnå 100 % säkerhetsgrad i revision, dvs. att revisionsrisken vore noll, är det oftast i praktiken omöjligt. Kostnaderna för 100 % säkerhetsnivån skulle högst antagligen bli oerhört stora: om man tänker t.ex. ett börsbolag som sysslar med handel, kan det finnas miljontals olika transaktioner under en vecka och att granska de alla skulle vara mycket komplicerat och först och främst tidskrävande vilket skulle innebära mot evighet ökande revisionskostnader.  
Rimlig säkerhet kommer också att vara lägre än absolut säkerhet till följd av följande faktorer:
- Användningen av urval vid granskningen
- De inneboende begränsningarna i intern kontroll
- Många av de bevis som är tillgängliga för revisorn är av sådan karaktär att de övertygar snarare än ger fullt bevis för ett visst förhållande.
- Användningen av professionell bedömning när bevis inhämtas och utvärderas och när slutsatser dras på grundval av dessa bevis.
- I vissa fall, egenskaperna för det underliggande granskningsobjektet, när det mäts eller värderas mot kriterierna. [3]

Revisions huvudsyfte är ändå att införa sådana kvalitetskontrollåtgärder på uppdragsnivån som ger honom eller henne rimlig säkerhet att revisionen följer standarder för yrkesutövningen och att bokslutet följer tillämpliga lagstadgade krav och andra författningar. Dessutom måste revisors rapport vara korrekt med hänsyn till omständigheterna. Detta leder till att marginalnyttan att nå 100 % säkerhet är inte värt det jämför att nå en rimlig säkerhet vilket redan erbjuder en godtagbar låg nivå av revisionsrisk. 

## Ändringen från Sveriges revisionsstandard RS till den internationella ISA-standarden
I en svensk kandidatavhandling International Standards on Auditing i Sverige: Revisionsberättelsen i ny internationell kostym (2012) har det jämförts hur ändringen från Sveriges Revisionsstandard till den internationella standarden ISA (International Standards on Auditing) påverkar relationen mellan kunden och revisorn. 
I avhandlingen har det intervjuats tre ekonomichefer när ISA har tagits i bruk. De tillfrågades hur revisionsberättelse har ändrats och om det har blivit svårare att förstå. Cheferna var inte väldigt bekanta med revisionsstandarden ISA tidigare och t.ex. termen rimlig säkerhet orsakade förvirring bland dem fast de konstaterade att själva revisionsberättelsen inte hade blivit svårare att förstå. Den tidigare termen ”hög men inte absolut säkerhet” i RS hade bytts till ”rimlig säkerhet” i ISA. Två chefer anser att ordet ”rimlig” är lite oklar och att ansvaret från revisorn har överförts mer till kunden. I slutet av den nya revisionsberättelsen kommer revisorns ansvar hur rimlig säkerhet är definierats, vilket också tydliggör till ekonomicheferna. 
På basis av den ovannämnda avhandlingen kan det konstateras att ändringen från RS till ISA inte hade ändrat på revisionsberättelsens tydlighet, men ordet ”rimlig” orsakade lite problem, eftersom det inte hade varit med i den gamla standarden. Detta berodde på att ekonomicheferna inte var bekanta med ändringar, när revisionsstandarderna byttes till ISA. Numera kan det antas att ekonomicheferna är bekanta med begreppet rimlig säkerhet, som ändå är väsentlig del av den hela revisionsberättelsen.